# Voorhout (buurt in Den Haag)
Voorhout is een historische buurt in de Haagse wijk Centrum die verschillende ambassades, musea en culturele instellingen herbergt. De buurt wordt begrensd door de Hofweg, Buitenhof, Plaats, Noordeinde, Mauritskade, Hooikade, Nieuwe Uitleg, Koningskade, Herengracht, Korte Poten en Lange Poten.

## Historie
De naam "Voorhout" is waarschijnlijk ontstaan in de middeleeuwen en verwijst naar een "bosrijk gebied" (voor betekent "voor" of "voorkant" en hout betekent "bos") dat door de adel werd gebruikt om te jagen. Het gebied maakte deel uit van de grotere regio die bekend stond om zijn bossen en duinen. In dit gebied werd een grafelijk kasteel gebouwd, dat later uitgroeide tot het huidige Binnenhof.
Rond het Binnenhof ontstond Den Haag als een bescheiden nederzetting. Voorhout was een van de gebieden die zich buiten de oorspronkelijke nederzetting ontwikkelde en diende als voorstedelijk gebied voor de groeiende stad.
In de 17e en 18e eeuw werd Voorhout een populaire locatie voor de bouw van stadspaleizen en herenhuizen door welgestelde burgers en diplomaten. Veel van deze gebouwen zijn nog steeds aanwezig en dragen bij aan de historische sfeer van de buurt.

### 17e eeuw: de Gouden Eeuw
In de Gouden Eeuw kende Den Haag een aanzienlijke groei en ontwikkeling. Voorhout werd een modewijk voor de elite, waar grote huizen en herenhuizen werden gebouwd. In deze periode ontstonden onder andere het Lange, en Korte Voorhout, twee van de bekendste en oudste straten van Den Haag.

### 18e en 19e eeuw
Voorhout bleef een prestigieuze woonwijk. Veel diplomaten, rijke kooplieden en hoge ambtenaren kozen ervoor om hier te wonen. De 18e en 19e eeuw brachten verdere stedelijke ontwikkeling. De architectuur van die periode weerspiegelde de neoklassieke stijl die in heel Europa populair was.

### 20e eeuw tot heden
De 20e eeuw bracht modernisering en enkele veranderingen in Voorhout. Hoewel sommige historische gebouwen werden vervangen of een nieuwe bestemming kregen, werden er inspanningen geleverd om het historische karakter van de buurt te behouden. Tegenwoordig blijft Voorhout een belangrijke culturele en historische buurt in Den Haag. Het herbergt verschillende ambassades, musea en culturele instellingen.

## Bezienswaardigheden

### Musea
- Mauritshuis
- Escher in het paleis
- Museum Bredius
- Haags Historisch Museum
- Museum Meermanno

### Monumenten
Zie hiervoor:
- Lijst van rijksmonumenten in Den Haag/Voorhout
- Lijst van gemeentelijke monumenten in Den Haag/Voorhout
- Rijksbeschermd gezicht 's-Gravenhage - Binnenhof

Archipelbuurt ·
Belgisch Park ·
Benoordenhout ·
Bezuidenhout ·
Binckhorst ·
Bohemen en Meer en Bos ·
Bomen- en Bloemenbuurt ·
Bouwlust en Vrederust ·
Centrum ·
Duindorp ·
Duinoord ·
Forepark ·
Geuzen- en Statenkwartier ·
Groente- en Fruitmarkt ·
Haagse Bos ·
Hoornwijk ·
Kijkduin en Ockenburgh ·
Kraayenstein ·
Laakkwartier en Spoorwijk ·
Leidschenveen ·
Leyenburg ·
Loosduinen ·
Mariahoeve en Marlot ·
Moerwijk ·
Morgenstond ·
Oostduinen ·
Regentessekwartier ·
Rustenburg en Oostbroek ·
Scheveningen ·
Schilderswijk ·
Stationsbuurt ·
Transvaalkwartier ·
Valkenboskwartier ·
Van Stolkpark en Scheveningse Bosjes ·
Vogelwijk ·
Vruchtenbuurt ·
Waldeck ·
Wateringse Veld ·
Westbroekpark en Duttendel ·
Willemspark ·
Ypenburg ·
Zeeheldenkwartier ·
Zorgvliet ·
Zuiderpark